# Prochiloneurus dactylopii
Prochiloneurus dactylopii är en stekelart som först beskrevs av Howard 1885.  Prochiloneurus dactylopii ingår i släktet Prochiloneurus och familjen sköldlussteklar. Inga underarter finns listade i Catalogue of Life.